# Saint-Germain-de-Confolens
Saint-Germain-de-Confolens foi uma comuna francesa na região administrativa da Nova Aquitânia, no departamento de Charente. Estendia-se por uma área de 4,67 km². Em 2010 a comuna tinha 90 habitantes (densidade: 19,3 hab./km²).
Em 1 de janeiro de 2016, passou a formar parte da comuna de Confolens.